# 007 - Bersaglio mobile
007 - Bersaglio mobile (A View to a Kill) è un film del 1985 diretto da John Glen. È l'ultimo film che vede la partecipazione di Roger Moore nei panni dell'agente 007 e di Lois Maxwell in quelli di Miss Moneypenny, segretaria di M.

## Trama

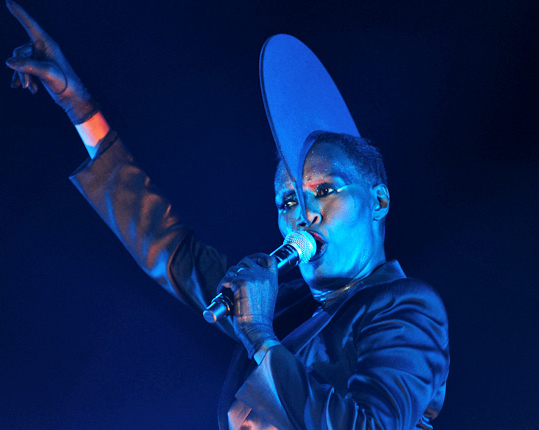
La cantante giamaicana Grace Jones interpreta la criminale May Day

Bond si trova in Siberia alla ricerca del corpo dell'agente 003 per recuperare un microchip. Mentre recupera il congegno, viene scoperto dalle truppe sovietiche ma fugge in un sommergibile camuffato da iceberg. Dopo che l'agente segreto è ritornato in Inghilterra, Q analizza il microchip e informa M, 007 e il ministro della difesa che la struttura interna del microchip corrisponde esattamente a quella dei microchip della Zorin Industries. Bond e i suoi superiori si recano allora all'ippodromo di Ascot per osservare il proprietario dell'azienda, Max Zorin, e il suo cavallo da corsa. Mentre è in pista, il cavallo di Zorin vince inaspettatamente la corsa grazie a un improvviso quanto sospetto scatto finale; sir Godfrey Tibbett, un addestratore di cavalli, crede che la vittoria del cavallo di Zorin sia dovuta all'intervento di droghe, anche se nel corso dei controlli effettuati prima dell'inizio della competizione non era stata rilevata alcuna traccia di sostanze dopanti.
Su indicazione di Tibbett, Bond incontra l'investigatore privato francese Achille Aubergine per scoprire se la vittoria del cavallo di Zorin è stata effettivamente irregolare. Tuttavia, durante il loro pranzo nel ristorante della torre Eiffel, Aubergine viene ucciso dalla compagna di Zorin, l'androgina May Day, che scappa dalla torre gettandosi in paracadute. Bond si lancia in un rocambolesco inseguimento a bordo di un taxi rubato per l'occasione ma senza esito: May Day raggiunge Zorin a bordo di un motoscafo sulla Senna e fugge con lui.
Bond e Tibbett vanno a Chantilly, in Francia, dove Bond si propone come James St. John (Syngen) Smythe, un riccone, con al seguito il suo chauffeur Tibbett. Individuano il laboratorio segreto di Zorin, scoprendo come questi stia utilizzando dei microchip impiantati sotto la pelle dei suoi cavalli, per liberare nel loro corpo la droga. Tibbett più tardi verrà ucciso da May Day, che proverà poi ad annegare Bond in un lago mentre era all'interno della sua automobile privo di sensi. Più tardi Zorin riceve la visita del Generale Gogol, dell'Unione Sovietica, accompagnato da alcuni agenti del KGB, che lo mette in guardia sulla pericolosità delle sue azioni e gli ricorda che, essendo stato anche lui un agente del KGB, ha ancora dei doveri verso di loro, ma Zorin lo forza ad andarsene.
Il giorno dopo, nel suo dirigibile, l'industriale miliardario rivela a un gruppo di investitori il suo piano per distruggere Silicon Valley in un'operazione che chiama “il grande colpo„ per ottenere un monopolio nel mercato dei microchip. Tuttavia, uno degli investitori non desidera partecipare al piano e chiede di andarsene; sarà scaraventato subito dopo dal dirigibile da uno scivolo segreto. Bond successivamente scopre che Zorin è uno psicopatico, il prodotto di un esperimento medico nazista durante la seconda guerra mondiale effettuato dal Dott. Mortner (che era proprio uno dei medici e figura paterna di Max) e poi addestrato dal KGB.
Per riuscire, i programmi di Zorin prevedono di fare saltare dell'esplosivo sotto i laghi lungo la faglia di Hayward e quella di Sant'Andrea, e fare in modo che si colpiscano inducendoli a sommergersi. Una bomba più grande è inoltre sul luogo nella miniera per distruggere "una serratura geologica" per impedire alle due faglie di muoversi allo stesso tempo. Una volta distrutta, causerebbe un doppio terremoto che sommergerebbe per sempre Silicon Valley con tutti i suoi giacimenti di silicio e le relative industrie presenti, oltre a causare milioni di vittime innocenti.
Bond presto troverà la geologa Stacey Sutton, la cui compagnia petrolifera era stata rilevata da Zorin e ruba i documenti circa il suo programma dal municipio di San Francisco. Zorin arriva, e lo prende come ostaggio e costringe un funzionario della società a chiamare la polizia. Uccide il funzionario e dà fuoco all'edificio così da far sospettare Bond di omicidio. Bond e Stacey vengono salvati dai vigili del fuoco e poi inseguiti dalla polizia. Salgono su un'autoscala e attraversano il ponte Lefty O'Doul, lasciandosi indietro la polizia quando questo si apre.
Il giorno seguente, Bond e Stacey si infiltrano nella miniera in cui Zorin vuole fare iniziare il terremoto. Il primo gruppo di esplosivi sommerge la miniera; questa azione per poco non uccide Bond e May Day, mentre Stacey scappa. Consapevole di essere stata ingannata da Zorin, May Day aiuta Bond a rimuovere la bomba più grande che avrebbe distrutto l'intera struttura. Mettono la bomba su un vagone e lo spingono fuori dalla miniera seguendo una linea della ferrovia. Tuttavia, i freni del vagone non funzionano. May Day rimane sul vagone e tiene i freni. Ciò le costa la vita ma salva Silicon Valley.
Stacey, che ha assistito da lontano all'esplosione della bomba, corre verso Bond ma viene afferrata al volo e rapita da Zorin che aveva fatto scendere il dirigibile al livello del suolo. Bond riesce ad afferrare una corda di ancoraggio che penzola dal dirigibile e ad aggrapparvisi. Durante il volo, Zorin cerca di far precipitare Bond nel vuoto dirigendosi verso il Golden Gate, ma questi riesce a immobilizzare il dirigibile facendo impigliare la corda nella struttura del ponte.
L'amico di Zorin, il Dott. Carl Mortner, è messo fuori combattimento da Stacey (che esce sul ponte) e rimarrà svenuto per la maggior parte della lotta finale. Zorin e Bond combattono quindi sulla cima del ponte, finché Zorin ha la peggio e precipita nella baia di San Francisco, morendo. Mortner riguadagna coscienza e prova a gettare fuori della dinamite ma scivola quando Bond taglia la corda del dirigibile, che esploderà. Bond e Stacey possono così passare il loro momento di intimità alla faccia del generale Gogol che vuole conferire al "compagno Bond" l'Ordine di Lenin.

## Produzione

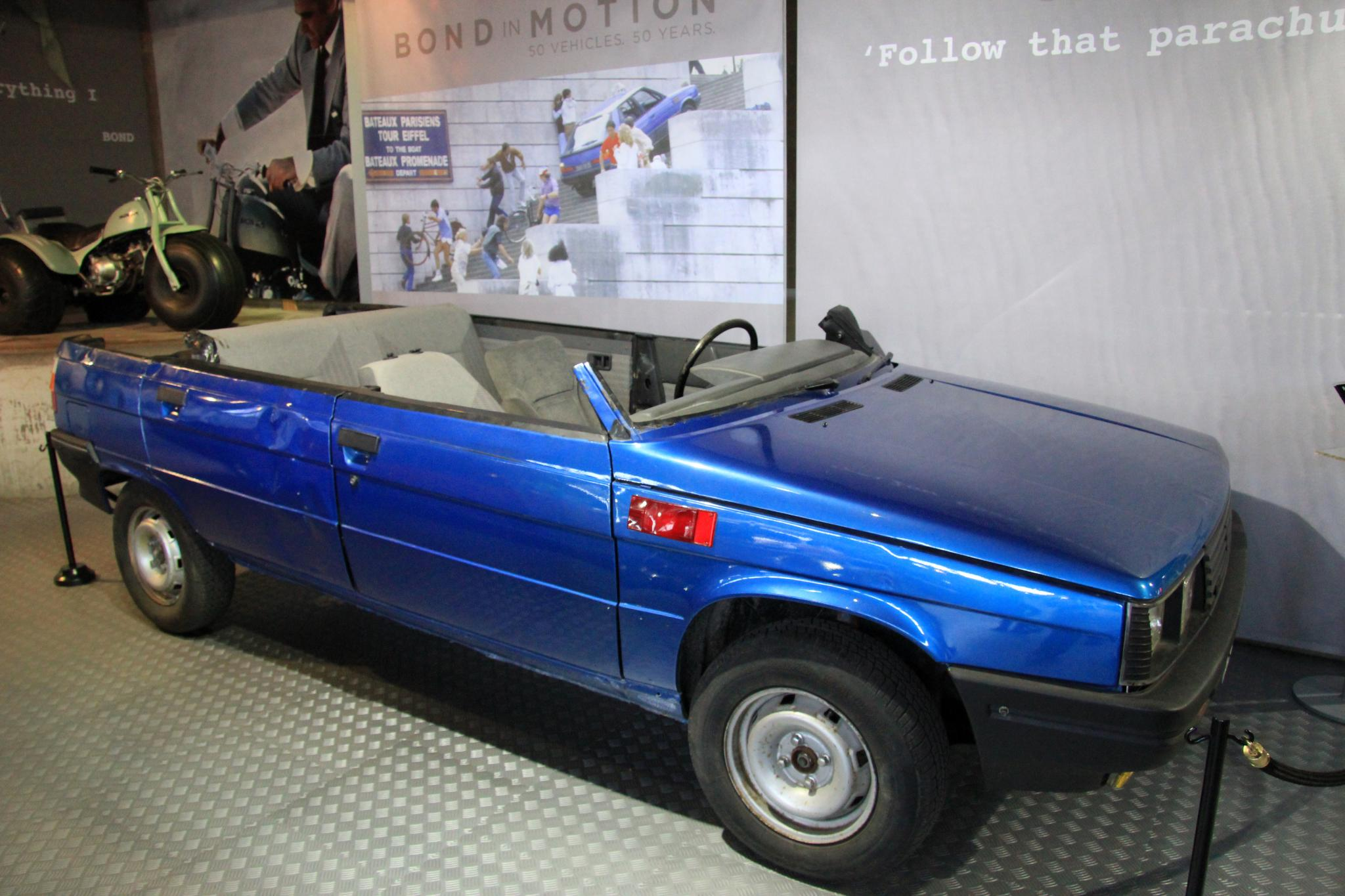
Quel che resta della Renault 11 usata da Bond nel suo inseguimento lungo le strade di Parigi

007 - Bersaglio mobile, le cui riprese iniziarono nel luglio 1984, è il solo film di James Bond in cui anche il titolo inglese è diverso rispetto al racconto di Ian Fleming da cui deriva. Il titolo del racconto avrebbe dovuto essere in origine The Rough with the Smooth (letteralmente, "Il ruvido con il liscio"), ma poi Fleming optò per From A View To A Kill (trasformato nell'edizione italiana in Paesaggio e morte). La trasposizione cinematografica avrebbe dovuto conservare il titolo originale del racconto, ma per motivi eufonici la preposizione "From" venne eliminata prima delle riprese: il titolo divenne così A View to a Kill, letteralmente "Uno sguardo su un assassinio" ma traducibile, a senso, come "Una vista mozzafiato"; l'italiano Bersaglio mobile è invece un'arbitraria licenza dei distributori italiani. Fra le prime ipotesi per la sceneggiatura, era prevista quella secondo cui il piano del cattivo sarebbe stato quello di deviare la cometa di Halley contro la Terra.
Questa è l'ultima pellicola di Roger Moore nel ruolo dell'agente 007. L'attore, in un commento che appare nell'edizione home video, asserisce che questo è il capitolo della saga che ha amato meno, non solo per l'eccessiva violenza in esso contenuta, ma anche perché oramai si sentiva troppo vecchio per la parte; ha anche affermato di aver deciso di abbandonare i panni di James Bond dopo aver scoperto che la madre della coprotagonista Tanya Roberts era più giovane di lui. Moore ha celebrato il suo 57º compleanno durante le riprese del film, diventando così l'attore più vecchio ad aver interpretato James Bond: Sean Connery aveva infatti 53 anni quando nel 1983 girò l'apocrifo Mai dire mai.

## Distribuzione

### Edizione italiana
Nel doppiaggio in lingua italiana della pellicola risulta abbastanza grossolano l'errore – che ricorre per tutta la durata del film –  circa la traduzione del termine anglosassone «silicon», un falso amico usato nell'edizione originale per identificare il componente principale dei microchip al centro della trama: quello che sul grande schermo viene mostrato essere silicio (o, nello specifico, silice), un elemento semiconduttore simile alla sabbia, viene erroneamente tradotto nella versione italiana in silicone, un polimero di tutt'altro genere.
Un altro "errore" minore, sempre afferente alle traduzioni dall'inglese all'italiano, riguarda le declinazioni al plurale di vari prestiti linguistici, con l'impropria aggiunta della «s» finale a parole di lingua straniera: secondo le convenzioni italiane ciò è un errore poiché i termini stranieri, quando inseriti all'interno di un testo in italiano, devono obbligatoriamente rimanere invariati; tale traduzione risulta tuttavia "sbagliata" solo oggi che questi forestierismi sono entrati nel lessico italiano comune, mentre all'epoca dell'uscita del film era da ritenersi corretta.

## Accoglienza
Il film si rivelò l'ennesimo successo al botteghino della saga bondiana, ma fu accolto in maniera pressoché negativa da una critica concorde nel ritenere ormai Roger Moore troppo vecchio per il ruolo, soprattutto nelle scene d'azione.

## Scene tagliate
- Il robot a forma di cagnolino creato da Q si chiama Snooper: nell'edizione finale del film fu tagliata una scena dove lo si vedeva entrare nell'industria di Zorin.
- Una sequenza che fu tagliata fu anche quella girata all'interno della stazione di polizia parigina, dove Bond viene scarcerato dopo l'inseguimento sugli Champs-Élysées. Egli qui mostrava l'orologio da polso di A 007, dalla Russia con amore e una stilografica esplosiva.
- Un combattimento tra May Day e James Bond a colpi di arti marziali fu tagliato in fase di montaggio.
- Altra sequenza tagliata fu quella in cui 007 si mescola tra i manifestanti anti-Zorin del porto.

## Opere derivate
Nel 1985 uscirono due videogiochi per computer tratti con licenza ufficiale da questo film:
- A View to a Kill della britannica Domark, di genere misto per Amstrad CPC, Commodore 64, MSX, Oric e ZX Spectrum
- A View to a Kill della statunitense Mindscape, avventura testuale per Apple II, MS-DOS e Mac OS